# Harry Langdon
Harry Langdon (Council Bluffs, 15 giugno 1884 – Los Angeles, 22 dicembre 1944) è stato un attore, regista e produttore cinematografico statunitense, stella di prima grandezza dell’epoca del cinema muto.
La sua carriera presenta tratti comuni a diversi protagonisti dell'epoca pionieristica del muto: prima acclamato primattore del vaudeville, poi la rapida conquista del successo nel cinema, che gli dette fama universale fino all'avvento del sonoro, al quale non seppe adeguare il proprio stile di recitazione, venendone travolto e trascinandosi in seguito in produzioni minori, finendo per essere snobbato dallo star-system hollywoodiano e quasi dimenticato dal pubblico.
All'apice della sua carriera, intorno alla metà degli anni venti, nei panni caratteristici dell'eterno fanciullo, pur nelle sembianze di uomo maturo, dalla timidezza e ingenuità disarmanti, tenero e romantico, candido e innocente, indifeso contro la malizia del mondo circostante, dalla faccia rotonda e semplice, piatta, che pareva disegnata per un fumetto, seppe rivaleggiare alla pari con le altre stelle della silent era come Charlie Chaplin, Buster Keaton, Harold Lloyd, accattivandosi i favori del pubblico.

## Biografia

### Gli esordi nel vaudeville
Figlio di un pittore dilettante (William Worley Langdon) e di una funzionaria dell'Esercito della salvezza (Lavinia), fin dall'adolescenza manifestò interesse per lo spettacolo nelle molteplici sue espressioni; dodicenne, si allontanò dalla casa paterna per seguire un ciarlatano imbonitore (uno dei tanti medicine men dell'epoca, che spacciavano per medicinali portentosi intrugli d'acqua colorata, più o meno innocui), nelle sue peregrinazioni attraverso la provincia statunitense; in seguito si aggregò a svariate compagnie di attori dilettanti e modeste troupe circensi presso le quali fu ginnasta e acrobata, imparando l'arte della recitazione ma anche circense. Ogni ritorno a casa dai genitori lo vedeva accompagnato da premi e riconoscimenti guadagnati in vari concorsi e competizioni artistiche in cui si cimentava. Fiducioso nei propri mezzi, autofinanziò le sue prime produzioni di sketch che proponeva negli spettacoli di vaudeville, affermandosi in breve come promessa del genere.
Nel 1903 sposò l'attrice Rosa Musolff, con la quale dette vita ad un numero che li accompagnò, pur sviluppandosi e perfezionandosi, nel corso dei due decenni successivi: Harry's New Car che valse loro l'affermazione definitiva nel mondo del vaudeville, ma anche il rimprovero di scarsa fantasia. Langdon fu pure nel cast del musical Jim Jam Jems, allestito a Broadway con discreto successo.

### Nel cinema

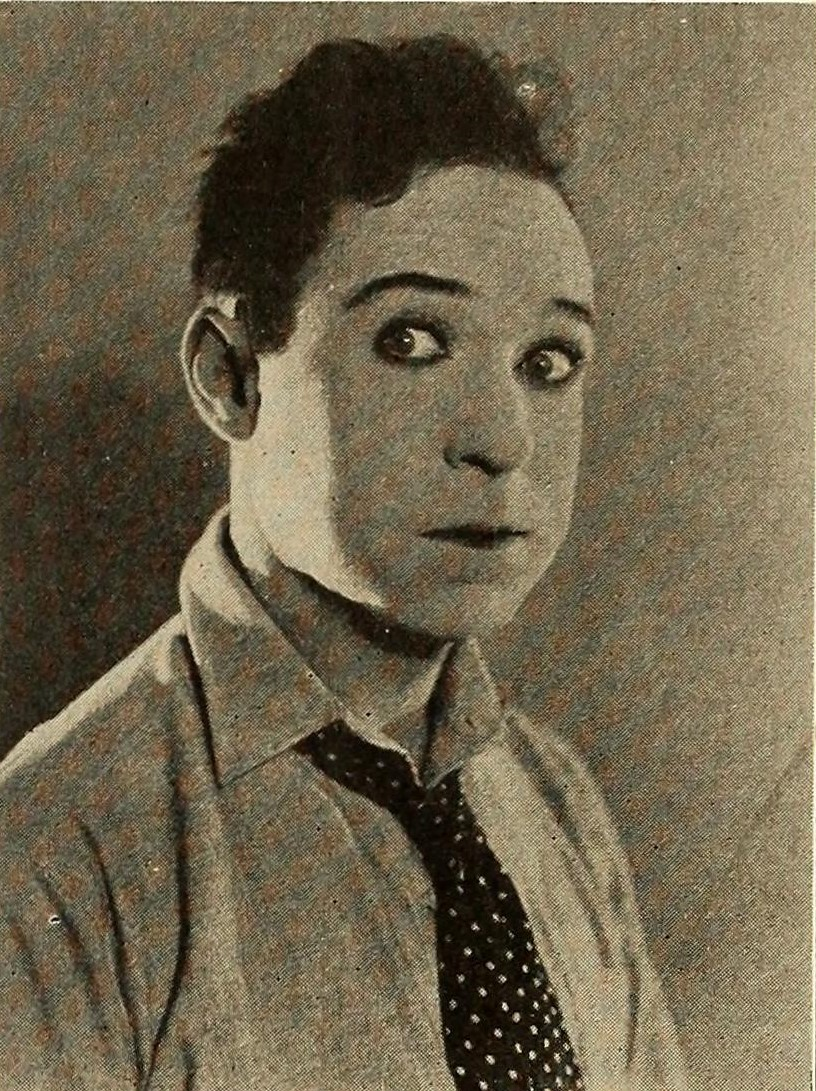
Harry Langdon

Nel 1923, all'apice della carriera teatrale, decise di abbandonare il palcoscenico per cimentarsi nella recente nuova forma d'espressione, per quanto già consolidata e dispensatrice di fama e successo, il cinema. Trattò all'inizio una scrittura con Hal Roach senza però trovare un accordo soddisfacente, quindi firmò il suo primo contratto cinematografico con Sol Lesser. Tra l'estate e l'autunno del '23, Langdon recitò in un certo numero di cortometraggi, tra i quali alcuni diretti da Alfred J. Goulding. Nell'ottobre di quell'anno una leggera crisi economica scosse il mondo dei cineasti, portando alla risoluzione forzata del suo contratto, ma Langdon rimase disoccupato ben poco: Mack Sennett, il re della commedia hollywoodiana, lo scritturò per la Keystone accogliendolo tra i suoi comici con pari dignità professionale e concedendogli ampia libertà d'azione, prefigurandosi grosse soddisfazioni. L'attore fu affidato ad una squadra di produzione con la quale realizzò alcuni corti di scarso significato, probabilmente perché erano destinati in origine ad altri comici della compagnia e lo stile piuttosto grezzo della Keystone non valorizzava certo le qualità di Langdon. Il primo corto fu Smile Please.
Dovette trascorrere circa un anno prima che il pubblico cominciasse ad accorgersi di questo nuovo personaggio: la svolta coincise con l'arrivo del nuovo regista Harry Edwards, che firmerà tutti i successivi lavori del comico alle dipendenze di Sennett, e di Arthur Ripley come sceneggiatore, il quale rallentò i ritmi forsennati dello standard Keystone per adattarli al personaggio timido e impacciato del fanciullesco Langdon. Agli inizi del 1925 si aggiunse, in qualità di coautore, un giovane Frank Capra. Il primo corto firmato fu Plain Clothes.
Il gradimento del pubblico crebbe congiuntamente con gli incassi al botteghino e Langdon diventò una stella del cinema. Dai due rulli classici del momento si passò ai tre rulli di His First Flame, adeguandosi alla tendenza delle altre star e fu seguendo l'esempio di queste che, dopo due anni di collaborazione alla Keystone, Langdon si emancipò dalla supervisione di Sennett per firmare un contratto triennale con la First National del suo primo produttore Lesser, che prevedeva la produzione di almeno due film l'anno. La sua troupe al completo lo seguì; il primo film Di corsa dietro un cuore (1926) riuscì felicemente, ma sforò il budget preventivato e, com'era costume in casi del genere, costò il posto al regista Edwards. Langdon passò la regia a Capra, che diresse La grande sparata (1926), ma già alla seconda lavorazione, Le sue ultime mutandine (1927), gli screzi tra Ripley, Capra e lo stesso Langdon pregiudicarono il buon esito della loro collaborazione. Langdon si rese conto di quanto stretto fosse il vincolo contrattuale dei due film annui, se paragonati ai circa tre anni presi da Chaplin per distribuire un'opera, e almeno un anno per Keaton.

### Melanconico tramonto
Nel 1927 Langdon prese la decisione di dirigersi da sé e gli fu fatale. Langdon non era preparato per i lungometraggi: trascurando l'intreccio e le invenzioni comiche, puntò principalmente sul pathos e sulla pantomima, ma il suo stile comico non aveva la versatilità indispensabile per essere impiegato in pellicole di lunga durata. I successivi tre film prodotti furono un fiasco e Langdon non capì mai in cosa consistesse il suo errore. Dopo l'insuccesso di Il cacciatore, la casa che li presentava, la First National, nel 1928 rescisse il contratto e per l'attore fu il fallimento anche economico, proprio nel momento in cui il cinema muto stava cedendo il passo al sonoro. Langdon ritornò a calcare i palcoscenici del vaudeville fino a quando Hal Roach lo chiamò nel 1929 per i suoi primi sonori. In quel periodo l'attore divorziò da Rosa Musolff per sposare Helen Walton, dalla quale poi divorzierà nel 1932.
Il sonoro non risultò congeniale allo stile di Harry Langdon, così pure il suo tono di voce, intaccato da un malanno giovanile, che lo costringeva a recitare in falsetto. All'ottavo cortometraggio, Roach ruppe la collaborazione. Con la carriera ormai al tramonto, l'attore trovò scritture per produzioni minori con la Columbia Pictures e la Monogram, trascinandosi in parti a volte da protagonista altre da comprimario.
Nel 1934 sposò Mabel Sheldon, dalla quale ebbe un figlio: Harry Langdon II, destinato ad una brillante carriera quale apprezzato fotografo. Continuò la collaborazione con Hal Roach come autore di gag per Laurel & Hardy e recitò anche al fianco di Oliver Hardy in Zenobia (1939). Intanto, lo stile delle sue produzioni dei tempi d'oro continuava ad influire sulla nuova generazione di comici, Laurel compreso. Ma il pubblico e lo star-system lo dimenticarono.

### La fine
Tre giorni prima del Natale del 1944, a Los Angeles, il sessantenne Harry Langdon fu stroncato da un'emorragia cerebrale. Come capitò ad altri protagonisti dell'epoca del muto, non ebbe la fortuna e la soddisfazione di vedersi riscoperto e rivalutato. Le sue spoglie riposano presso il Grand View Memorial Park Cemetery di Glendale (California).
Nel 1977 la sua città natale, Council Bluffs, istituì l'Harry Langdon Day e nel 1999 gli intitolò l'Harry Langdon Boulevard.

## Filmografia
- The Sky Scraper aka The Greenhorn (1923)
- A Tough Tenderfoot aka Horace Greeley, Jr. (1923)
- A Perfect Nuisance aka The White Wing's Bride (1923)
- Picking Peaches (1924)
- Smile Please (1924)
- Shanghaied Lovers (1924)
- Scarem Much (1924)
- Flickering Youth (1924)
- The Cat's Meow, regia di Roy Del Ruth (1924)
- His New Mamma (1924)
- The First 100 Years, regia di F. Richard Jones e Harry Sweet (1924)
- The Luck o' the Foolish (1924)
- The Hansom Cabman (1924)
- All Night Long (1924)
- Feet of Mud (1924)
- The Sea Squawk (1925)
- His Marriage Wow (1925)
- Boobs in the Wood (1925)
- Giddap (1925)
- Plain Clothes (1925)
- Remember When? (1925)
- Horace Greeley, Jr. (1925)
- The White Wing's Bride (1925)
- Lucky Stars (1925)
- There He Goes (1925)
- Un pomeriggio fuori casa (Saturday Afternoon) (1926)
- Di corsa dietro un cuore (Tramp, Tramp, Tramp) (1926)
- Fiddlesticks (1926)
- Soldier Man (1926)
- Ella Cinders (1926)
- La grande sparata (The Strong Man) (1926)
- Le sue ultime mutandine (Long Pants), regia di Frank Capra (1927)
- His First Flame (1927)
- Three's a Crowd (1927)
- Il cacciatore (The Chaser) (1928)
- Problemi di cuore (Heart Trouble) (1928)
- Hotter Than Hot (1929)
- Sky Boy (1929)
- Skirt Shy (1929)
- Pobre infeliz (1930)
- La estación de gasolina (1930)[3]
- The Head Guy (1930)
- The Fighting Parson (1930)
- The Big Kick (1930)
- The Shrimp (1930)
- The King (1930)
- A Soldier's Plaything (1930)
- See America Thirst (1930)
- The Big Flash (1932)
- Tired Feet (1933)
- Leave It to Dad (1933)
- Hallelujah I'm a Bum (1933)
- The Hitchhiker (1933)
- Knight Duty (1933)
- Tied for Life (1933)
- Marriage Humor (1933)
- Hooks and Jabs (1933)
- The Stage Hand (1933)
- Le otto virtù di Lulù (My Weakness) (1933)
- On Ice (1933)
- Roaming Romeo, regia di Arvid E. Gillstrom (1933)
- Trimmed in Furs (1934)
- Circus Hoodoo (1934)
- Petting Preferred (1934)
- Counsel on De Fence (1934)
- Shivers (1934)
- His Bridal Sweet (1935)
- The Leather Necker (1935)
- Atlantic Adventure (1935)
- His Marriage Mix-up (1935)
- I Don't Remember (1935)
- Love, Honor, and Obey (the Law!) (1935)
- Stardust, regia di Melville W. Brown (1937)
- He Loved an Actress (1938)
- Sue My Lawyer (1938)
- L'amore bussa tre volte (There Goes My Heart) (1938)
- A Doggone Mixup (1938)
- Zenobia (1939)
- Goodness! A Ghost (1940)
- Cold Turkey, regia di Del Lord (1940)
- Misbehaving Husbands (1940)
- All American Co-Ed (1941)
- Double Trouble (1941)
- What Makes Lizzy Dizzy (1942)
- Poliziotti per forza (House of Errors) (1942)
- Tireman, Spare My Tires (1942)
- Beautiful Clothes (1942)
- Carry Harry (1942)
- Piano Mooner (1942)
- A Blitz on the Fritz (1943)
- Blonde and Groom (1943)
- Here Comes Mr. Zerk (1943)
- Spotlight Revue (1943)
- Defective Detectives (1944)
- To Heir Is Human (1944)
- Hot Rhythm (1944)
- Mopey Dope (1944)
- Block Busters, regia di Wallace Fox (1944)
- Snooper Service (1945)
- Pistol Packin' Nitwits (1945)
- Saltellando sull'arcobaleno (Swingin' on a Rainbow) (1945)